# Krunoslav Babić
Krunoslav Babić, hrvaški zoolog, * 12. april 1875, Senj, † 4. marec 1953, Opatija.

## Življenje in delo
Osnovno šolo in gimnazijo je obiskoval v Senju in Reki. Leta 1897 je diplomiral na Matematično prirodoslovnem oddelku Filozofske fakultete v Zagrebu ter prav tam 1899 tudi doktoriral. Najprej je poučeval na srednjih šolah v Osijeku, Varaždinu in Zemunu. Leta 1906 je bil izbran za kustosa v zagrebškem Prirodoslovnem muzeju, istočasno pa je kot privatni docent predaval morfologijo na Filozofski fakulteti in Visoki pedagoški šoli v Zagrebu. Za rednega profesorja zoologije je bil imenovan leta 1927, tedaj je postal tudi ravnatelj Prirodoslovnega muzeja. Upokojen je bil leta 1945. V raziskovalnem delu se posvetil proučevanju živali Jadranskega morja. V domači in tuji strokovni literaturi je objavil več člankov, sam in v soavtorstvu pa je avtor več knjig. 

## Izbrana bibliografija
- Pogledi na biološke i biodinamične odnose  u Jadranskom moru. Zagreb, 1911.
- Životinstvo za niže razrede srednjih i nime sličnih škola. Zagreb, 1926.
- Život Jadranskog mora. Zagreb, 1928
- Zoologija za više razrede srednjh škola 1 i 2. Zagreb, 1936
- Životinjski svet (v Zemljepisu Hrvaške). Zagreb, 1942